# Pi1 Cancri
Pi1 Cancri (81 Cancri) é uma estrela na direção da constelação de Cancer. Possui uma ascensão reta de 09h 12m 17,87s e uma declinação de +14° 59′ 43,6″. Sua magnitude aparente é igual a 6,49. Considerando sua distância de 67 anos-luz em relação à Terra, sua magnitude absoluta é igual a 4,93. Pertence à classe espectral G9V.